# Calocaris templemani
Calocaris templemani är en kräftdjursart som beskrevs av Squires 1965. Calocaris templemani ingår i släktet Calocaris och familjen Calocarididae. Inga underarter finns listade i Catalogue of Life.